# Acer ConceptD
Acer ConceptD — серія високопродуктивних ноутбуків, настільних комп'ютерів та моніторів, розроблених компанією Acer Inc. для професіоналів у сфері творчих індустрій. Лінійка позиціонується як альтернатива традиційним ігровим або офісним рішенням, з особливим акцентом на точність передачі кольору, потужну апаратну складову та безшумну роботу.

## Загальна характеристика
ConceptD була представлена публіці у 2019 році, як відповідь на зростаючі потреби дизайнерів, відеомонтажерів, інженерів, архітекторів та інших творчих фахівців, яким потрібна мобільна або стаціонарна система з високими характеристиками та професійним екраном.
На відміну від ігрової лінійки Predator або доступної серії Aspire, пристрої ConceptD мають стриманий дизайн, відсутність RGB-підсвітки, покращену акустику та точну калібровку дисплею.

## Лінійка продуктів
Серія ConceptD включає:
- Ноутбуки — мобільні робочі станції з екранами, сертифікованими за стандартами Pantone Validated, із процесорами Intel Core або AMD Ryzen високого класу та професійними відеокартами NVIDIA RTX Studio.[4]
- Настільні ПК — високопродуктивні робочі станції з підтримкою великого обсягу оперативної пам'яті, потужними GPU і поліпшеним повітряним охолодженням.[5]
- Монітори — дисплеї з високою роздільною здатністю, точною кольоропередачею, що підтримують 100 % охоплення AdobeRGB або DCI-P3, сертифікацію Pantone, і призначені для роботи з візуальним контентом.

## Основні моделі

### ConceptD 3
- Портативний ноутбук для початкового рівня креативної роботи.
- Дисплей: 14"–15.6" Full HD або 4K, Pantone Validated.
- Графіка: NVIDIA GTX або RTX Studio.
- Призначений для дизайнерів, фотографів і студентів.[6]

### ConceptD 5
- Більш потужна модель з розширеною графікою.
- Підтримка 100 % AdobeRGB.
- Часто використовується для 3D-моделювання, відеомонтажу.[7]

### ConceptD 7 / ConceptD 7 Ezel
- Флагманська серія ноутбуків з преміум-дизайном.
- Оснащена процесорами Intel Core i9, графікою NVIDIA RTX 3080, сенсорним дисплеєм з механізмом «Ezel Hinge», який дозволяє обертати або нахиляти екран.
- Орієнтована на професійних відеомонтажерів та художників.[8]

### ConceptD 500 / 900
- Настільні ПК у стильному корпусі з дерев'яною кришкою.
- Призначені для рендерингу, 3D-візуалізації, роботи з великими обсягами даних.
- Оснащуються професійними відеокартами (Quadro/RTX), Xeon або Core i9.[9]

## Технічні характеристики
- Дисплей: IPS, 4K UHD, Pantone Validated, охоплення AdobeRGB / DCI-P3.
- Процесори: Intel Core i5 / i7 / i9, AMD Ryzen 7 / 9, Intel Xeon.
- Графіка: NVIDIA GTX/RTX Studio або Quadro.
- Оперативна пам'ять: до 64 ГБ DDR4 / DDR5.
- Накопичувачі: SSD NVMe до 2 ТБ, підтримка RAID.
- Охолодження: безшумна система з рівнем шуму до 40 дБ або нижче.[10]

## Особливості та переваги
- Точність передачі кольору — дисплеї ретельно калібруються для професійної роботи з кольором.
- Стриманий дизайн — корпуси з металу або білого полікарбонату без ігрових елементів.
- Безшумна робота — вентилятори знижують рівень шуму до мінімуму.
- Сертифікації — Pantone Validated, TÜV Rheinland, ISV-сертифікація для сумісності з програмним забезпеченням як AutoCAD, Adobe CC, SolidWorks.[11]

## Критика та відгуки
Серія ConceptD здобула визнання серед професіоналів за:
- Високу якість збірки.
- Надзвичайну точність дисплеїв.
- Збалансовану продуктивність для важких завдань.

Серед недоліків згадуються:
- Висока ціна.
- Обмежена доступність моделей у деяких регіонах.
- Вага ноутбуків (особливо моделей з RTX).[12]